# ضیاآباد (علی‌آباد)
ضیاآباد ، روستایی از توابع بخش کمالان شهرستان علی‌آباد در استان گلستان ایران است.

## جمعیت
این روستا در دهستان شیرنگ قرار دارد و براساس سرشماری مرکز آمار ایران در سال ۱۳۸۵، جمعیت آن ۲۷۲ نفر (۶۰خانوار) بوده‌است.